# No Place in Heaven
| Recensione | Giudizio |
| ---------- | -------- |
| AllMusic   |          |

No Place in Heaven è il quarto album in studio del cantautore britannico Mika, pubblicato il 15 giugno 2015 dalla Casablanca.

## Descrizione
No Place in Heaven continua l'evoluzione dello stile musicale di Mika, iniziata con il terzo album, The Origin of Love. Subito dopo aver annunciato l'uscita dell'album, le canzoni Talk About You e Last Party sono state pubblicate. Quest'ultima è un omaggio a Freddie Mercury.
Il 13 novembre 2015 è stata pubblicata la versione deluxe dell'album, contenente varie tracce bonus nel primo disco e il concerto Mika et l'Orchestre symphonique de Montréal nel secondo.

## Tracce

### Edizione internazionale
1. All She Wants – 3:39 (Michael Penniman Jr., Johan Carlsson, Ross Golan, Danio Farina, Enzo Ghinazzi, Daniele Pace, Mike Hawker, Ivor Raymond)
2. Talk About You – 3:22 (Michael Penniman Jr., David Sneddon, James Baeur-Mein)
3. Good Guys – 3:24 (Michael Penniman Jr., Matthew Hales, Teemu Brunila)
4. No Place in Heaven – 3:20 (Michael Penniman Jr., Skyler Stonestreet)
5. Staring at the Sun – 3:36 (Michael Penniman Jr., Clarence Coffee Jr., Greg Wells)
6. Last Party – 3:39 (Michael Penniman Jr., Clarence Coffee Jr., Rob Wells)
7. Hurts – 3:37 (Michael Penniman Jr., Wayne Hector, Benny Benassi, Alessandro Benassi)
8. Oh Girl, You're the Devil – 2:52 (Michael Penniman Jr., David Sneddon, James Baeur-Mein)
9. Good Wife – 3:19 (Michael Penniman Jr., David Sneddon, James Baeur-Mein)
10. Rio – 4:08 (Michael Penniman Jr., Nina Woodford, Jarad Kritzstein, Kerry Brothers Jr)
11. Ordinary Man – 3:48 (Michael Penniman Jr., Gustave Rudman, Skyler Stonestreet)

Tracce bonus nell'edizione deluxe
1. Promiseland – 2:59
2. Porcelain – 3:19
3. L'amour fait ce qu'il veut – 3:25
4. Boum Boum Boum – 3:25

Tracce bonus nella riedizione deluxe italiana
1. Beautiful Disaster (Mika with Fedez) – 3:42
2. Center of Gravity (Franco Battiato with Mika) – 4:03
3. Hurts (Nexus Remix) – 3:25
4. Feels Like Love – 3:04
5. Beautiful Disaster – 3:42

### Edizione francese
1. Talk About You – 3:22
2. Good Guys – 3:24
3. L'amour fait ce qu'il veut – 3:26
4. All She Wants – 3:39
5. Last Party – 3:39
6. Les baisers perdus – 2:45
7. No Place in Heaven – 3:20
8. Staring at the Sun – 3:36
9. Hurts – 3:37
10. Boum Boum Boum – 3:26
11. Good Wife – 3:19
12. J'ai pas envie – 3:03
13. Oh Girl, You're the Devil – 2:52
14. Ordinary Man – 3:46

Tracce bonus nell'edizione deluxe
1. Rio – 4:08
2. Promiseland – 2:59
3. Porcelain – 3:20

Tracce bonus nella riedizione deluxe
1. Je chante – 2:47
2. Tant que j'ai le soleil – 3:35
3. Hurts (Nexus Remix) – 3:25
4. Beautiful Disaster – 3:42
5. Feels Like Love – 3:04

### Mika et l'Orchestre symphonique de Montréal
CD bonus nelle riedizioni francese ed italiana
1. Toy Boy (Orchestra Version) – 4:05
2. Grace Kelly (Orchestra Version) – 3:20
3. Underwater (Orchestra Version) – 3:41
4. Boum Boum Boum (Orchestra Version) – 3:52
5. Relax (Take It Easy) (Orchestra Version) – 3:11
6. Last Party (Orchestra Version) – 4:10
7. Origin of Love (Orchestra Version) – 5:02
8. Happy Ending (Orchestra Version) – 5:38
9. Over My Shoulder (Orchestra Version) – 4:53
10. Good Guys (Orchestra Version) – 4:20
11. Rain (Orchestra Version) – 4:08
12. Any Other World (Orchestra Version) – 4:48
13. Love Today (Orchestra Version) – 4:24
14. Elle me dit (Orchestra Version) – 4:29

## Classifiche
| Classifiche (2015) | Posizione massima |
| ------------------ | ----------------- |
| Austria            | 74                |
| Belgio (Fiandre)   | 9                 |
| Belgio (Vallonia)  | 3                 |
| Francia            | 2                 |
| Germania           | 70                |
| Italia             | 3                 |
| Paesi Bassi        | 20                |
| Spagna             | 16                |
| Svizzera           | 4                 |